# Reedley (Califórnia)
Reedley é uma cidade localizada no estado americano da Califórnia, no condado de Fresno. Foi incorporada em 18 de fevereiro de 1913.

## Geografia
De acordo com o United States Census Bureau, a cidade tem uma área de 13,3 km², onde 13,1 km² estão cobertos por terra e 0,2 km² por água.

### Localidades na vizinhança
O diagrama seguinte representa as localidades num raio de 16 km ao redor de Reedley.

## Demografia

### Censo 2010
Segundo o censo nacional de 2010, a sua população é de 24 194 habitantes e sua densidade populacional é de 1 838,85 hab/km². Possui 6 867 residências, que resulta em uma densidade de 521,92 residências/km².

### Censo 2000
De acordo com o censo nacional de 2000, a densidade populacional era de 1813,1/km² (4700,1/mi²) entre os 20.756 habitantes, distribuídos da seguinte forma:
- 51,76% caucasianos
- 0,43% afro-americanos
- 1,21% nativo americanos
- 4,37% asiáticos
- 0,07% nativos de ilhas do Pacífico
- 37,72% outros
- 4,44% mestiços
- 67,59% latinos

Existiam 4643 famílias na cidade, e a quantidade média de pessoas por residência era de 3,53 pessoas.

## Lista de marcos
A relação a seguir lista as entradas do Registro Nacional de Lugares Históricos em Reedley.
- Reedley National Bank
- Reedley Opera House Complex